# حسن توفیق
حسن توفیق (زاده ۱۱ اسفند ۱۳۰۴ – درگذشته ۱۱ خرداد ۱۳۹۹ در تهران) کاریکاتوریست و از مدیران مسئول نشریه طنز توفیق و بزرگ‌ترین برادر از برادران توفیق بود که دوره سوم این مجله را منتشر کردند.

## زندگی‌نامه
بزرگترین برادر توفیق‌ها، در دبستان دارالفنون تا پایان دیپلم متوسطه درس خواند. سپس به دانشگاه تهران راه یافت و در رشته حقوق فارغ‌التحصیل شد. مدتی کارمند وزات دارایی بود. وی پس از چند سال کار در وزارت دارایی، خود را بازخرید کرد و پروانه وکالت گرفت. حسن توفیق از دوران محمدعلی‌خان توفیق، به‌طور رسمی به جمع طنزپردازان توفیق پیوست. وی پس از برکناری سردبیران چپ‌گرا و متمایل به حزب توده ایران، سردبیری توفیق را برعهده گرفت. از آن پس، در کنار کار روزنامه‌نگاری و ترسیم کاریکاتورهای توفیق، وکالت هم می‌کرد. بیشتر کاریکاتورهای روی جلد توفیق، کار او هستند. امتیاز دوره سوم توفیق، به نام وی صادر شد. حسن توفیق، نوشته‌های طنز خود را با نام‌های مستعاری همچون «شرمسار خشن» و «میرزاقشمشم» منتشر می‌کرد. حسن توفیق مدتی در ایران بود و سپس راهی ایالات متحده آمریکا شد. اما پس از چند سال به ایران بازگشت.
حسن توفیق در ۱۱ خرداد ۱۳۹۹ بر اثر ایست قلبی در بیمارستان آسیا تهران درگذشت.

## آیین نکوداشت
عصر دوشنبه ۲۹ مرداد ۱۳۹۷ پاس‌داشت یک عمر طنز مطبوعاتی حسن توفیق با حضور کامبیز درم‌بخش (کاریکاتوریست و از اعضای نویسندگان نشریه توفیق، رضا ساکی (روزنامه‌نگار و طنزنویس)، احمد عربانی (کاریکاتوریست)، انوشه میرمجلسی (روزنامه‌نگار و سردبیر پایگاه خبری گُلوَنی)، احمد مسجدجامعی (عضو شورای شهر تهران)، اشرف بروجردی (رئیس سازمان اسناد کتابخانه ملی)، هادی خانیکی (روزنامه‌نگار و استاد علوم ارتباطات)، سیدفرید قاسمی (روزنامه‌نگار و پژوهشگر)، غلامرضا کیانی رشید (کاریکاتوریست و از اعضای نویسندگان نشریه «توفیق») و هادی حیدری (کاریکاتوریست) در سازمان اسناد و کتابخانه ملی ایران برگزار شد.